# Test de grossesse
Ne doit pas être confondu avec Test d'ovulation.

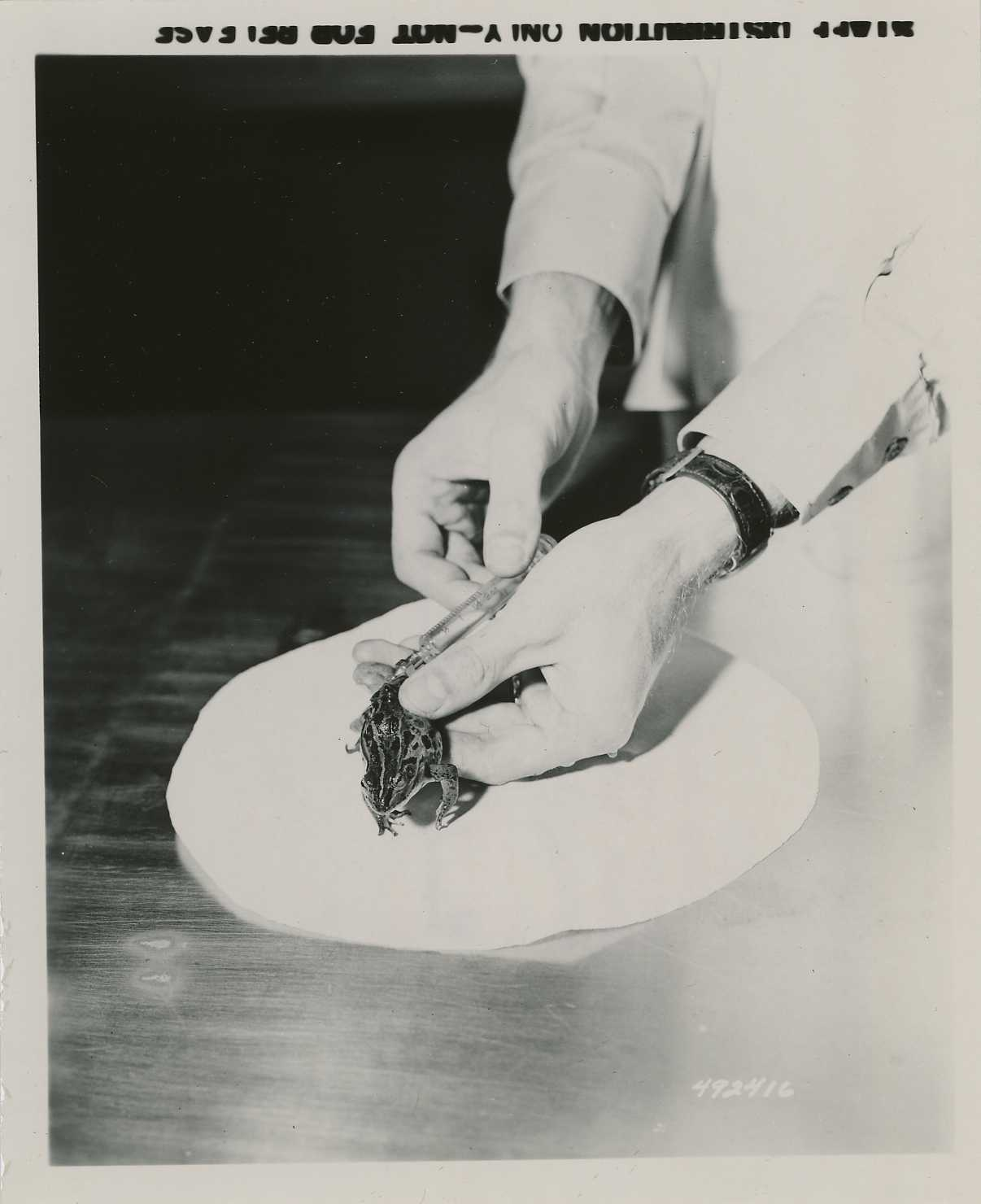
Test médical de grossesse dit « test de Hogben » (ici pratiqué au Japon en mai 1956). L'urine concentrée de la femme peut-être enceinte est injectée à une grenouille. Si cette injection déclenchait une ponte 12 heures plus tard, le test était « positif ».

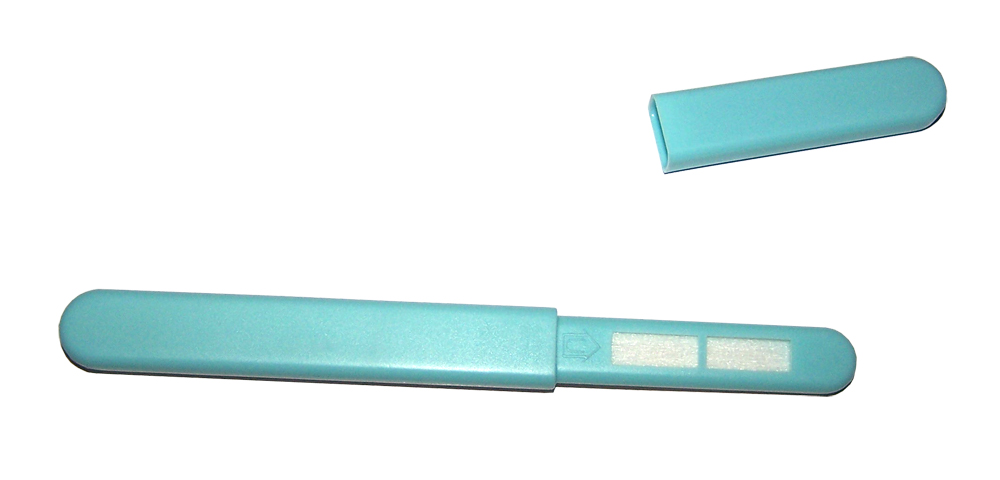
Test de grossesse

Un test de grossesse permet de savoir si une femme est enceinte ou non. Il est réalisable de différentes façons.

## Caractéristiques
Il est possible de se procurer en pharmacie, en grande surface ou sur des sites internet dédiés, un test qui détecte le taux de hCG (l'hormone chorio-gonadotrophique humaine) contenue dans l'urine. Le test ne fonctionne correctement que deux semaines approximativement après la fécondation. En France, son achat est possible sans ordonnance mais n'est pas remboursé par la Sécurité sociale. Depuis le décret no 2011-969 du 16 août 2011, les tests de grossesse et d'ovulation sont autorisés en libre accès dans les pharmacies d'officine.
Le taux de hCG peut également être détecté par une prise de sang.
L'échographie obstétricale  permet aussi de détecter une grossesse mais plus tardivement  environ trois semaines après la positivité d'un test biologique. 

## Historique
Des papyrus datant d'il y a quelque 3 000 ans, tel le papyrus Carlsberg, relatent que, dans l'Égypte antique, les femmes urinaient sur différentes céréales et observaient leur germination afin de savoir si elles étaient enceintes. Si les céréales poussaient, alors la femme était considérée comme étant enceinte. Le sexe du bébé attendu se déterminait en fonction de la vitesse de germination des céréales. Si le blé grandissait plus vite que l'épeautre, il s'agissait d'un garçon ; si en revanche l'épeautre grandissait plus rapidement, il s'agissait d'une fille. L'identification des espèces de céréales citées ne fait pas l'unanimité parmi les chercheurs.
Des vérifications scientifiques effectuées au XXe siècle ont confirmé que l’urine des femmes enceintes permet le développement des graines dans sept cas sur dix, alors que les autres urines bloquent toute germination ; en revanche, le test n’est pas fiable pour déterminer le sexe de l'enfant.
Des tests ont été réalisés à la fin du XIXe siècle avec des tritons ou des grenouilles, l'urine féminine déclenchant la ponte. À partir des années 1930, les femelles des espèces de Xenopus laevis ont été choisies pour leur capacité à pondre toute l'année. Ce genre de test est devenu commun dans les années 1940-1950[réf. incomplète] sous le nom de test de Hogben, du nom de Lancelot Hogben.
Le test de la lapine ou test de Friedman est aussi un procédé qui permet de savoir avec une lapine si une femme est enceinte. En effet, il suffit d'injecter de l'urine de la patiente dans l'ovaire de la lapine, ce qui provoque l'ovulation de l'animal.

## Principe des tests immunochromatographiques

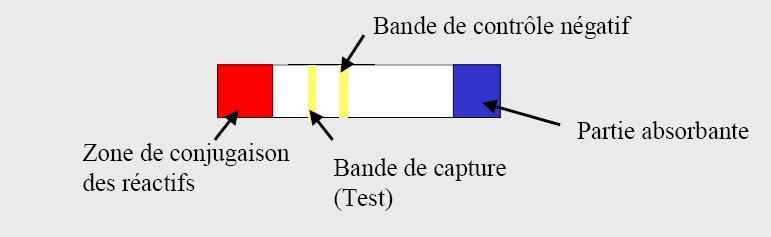
Schéma d'une bande de test immunochromatographique.

La plupart des tests de grossesse vendus à l'heure actuelle reposent sur le principe de l'immunochromatographie et sont apparus au milieu des années 1970 (grâce à la découverte des anticorps monoclonaux). L'hormone hCG présente dans l'urine va se lier à un anticorps de détection coloré, puis migrer le long de la bande. Les anticorps fixés sur les bandes capturent les complexes anticorps-hCG (positif) et le détecteur seul (contrôle négatif).